# Podmilačje
Podmilačje (en cyrillique : Подмилачје) est un village de Bosnie-Herzégovine. Il est situé dans la municipalité de Jajce, dans le canton de Bosnie centrale et dans la fédération de Bosnie-et-Herzégovine. Selon les premiers résultats du recensement bosnien de 2013, il compte 657 habitants.

## Histoire
L'église catholique Saint-Jean a été construite au XVe siècle ; elle est inscrite sur la liste des monuments nationaux de Bosnie-Herzégovine.

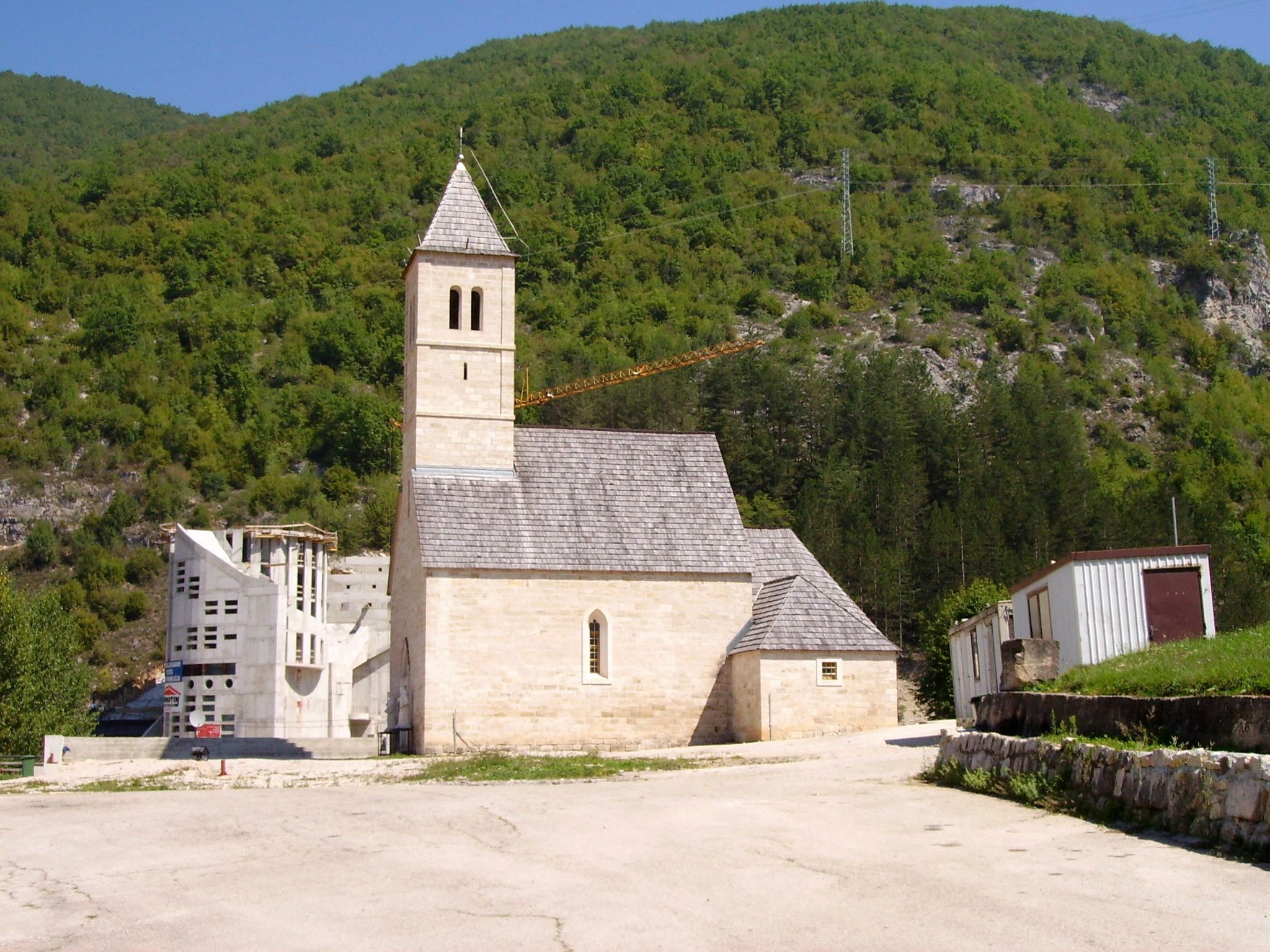
Autre vue de l'église Saint-Jean

## Démographie

### Évolution historique de la population
| 1948 | 1953 | 1961 | 1971 | 1981 | 1991 | 2013 |
| ---- | ---- | ---- | ---- | ---- | ---- | ---- |
| -    | -    | 325  | 434  | 551  | 674  | 657  |

|  |

### Communauté locale
En 1991, la communauté locale de Podmilačje comptait 1 214 habitants, répartis de la manière suivante :